# Los Caracoles

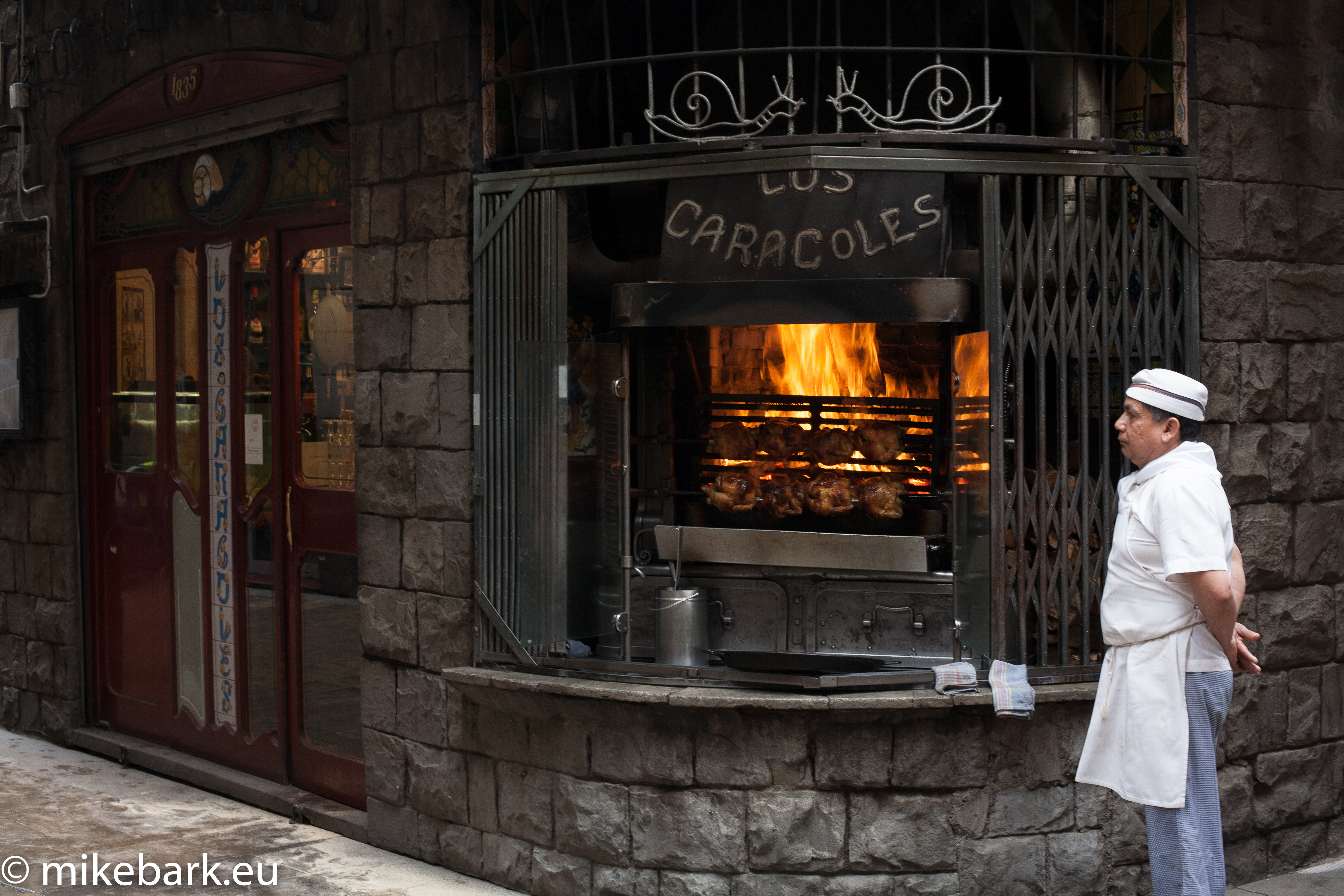
Außenansicht des Restaurants mit dem berühmten offenen Hähnchengrill (Februar 2011).

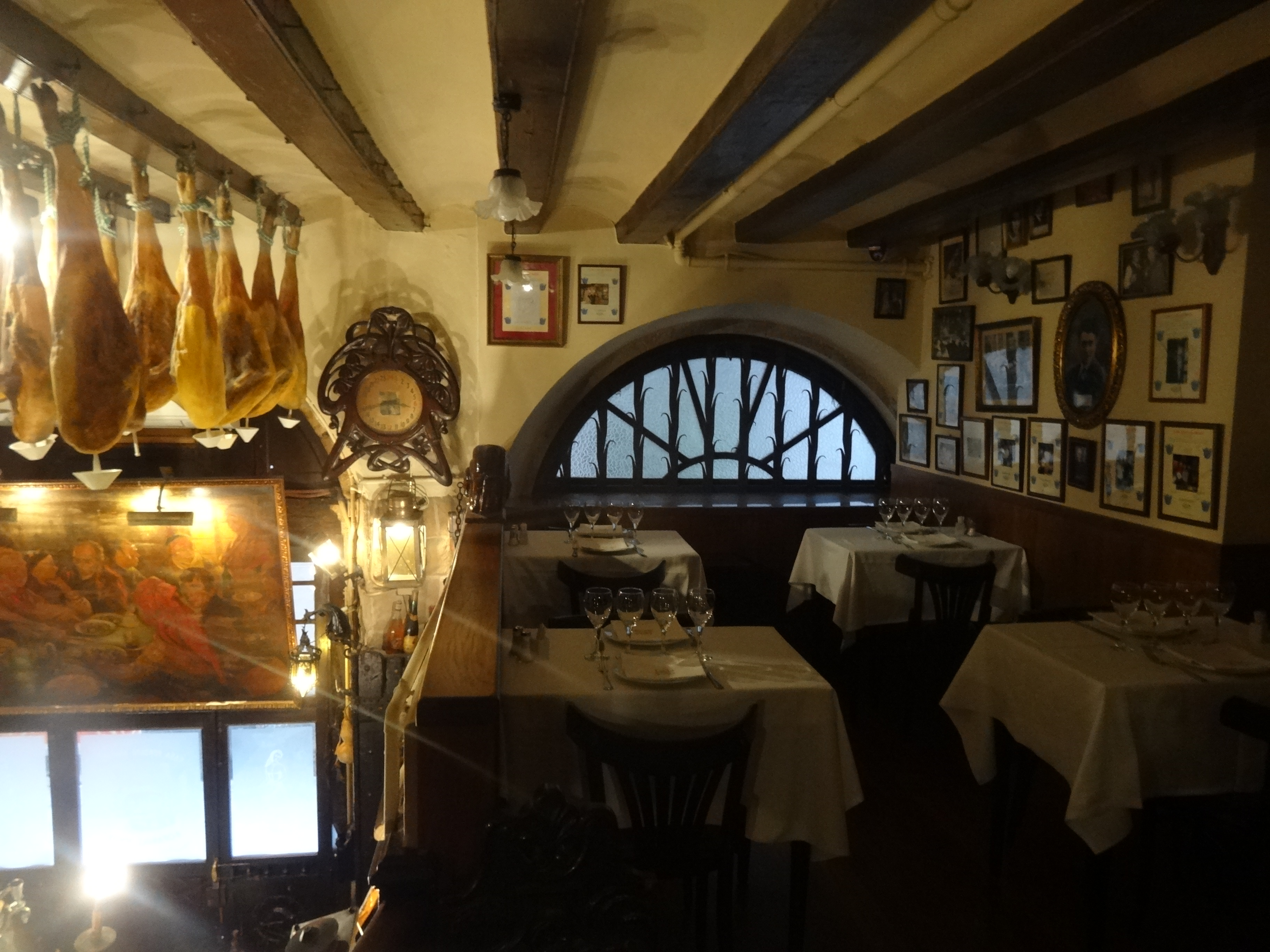
Blick in die zweite Etage des Restaurants (März 2016).

Das 1835 gegründete Los Caracoles ist eines der berühmtesten Restaurants in der nordostspanischen Millionenstadt Barcelona und der zweitälteste gastronomische Betrieb der Stadt (nach dem Can Culleretes; gegründet 1786).

## Lage
Das Restaurant befindet sich im südlichen Barri Gòtic, dem ältesten Stadtviertel Barcelonas, an der Adresse Carrer dels Escudellers 14. Es liegt an der Ecke zur Carrer Nou de Sant Francesc, knapp 60 Meter südöstlich der Plaça Reial und 120 Meter nordöstlich der Promenade La Rambla.

## Beschreibung
Die Mauern des Restaurants bestehen aus bossierten, rustizierten, grauen Naturwerksteinen. Dominierendes Merkmal der äußeren Gestaltung ist der an der abgerundeten Hausecke (Carrer dels Escudellers / Carrer Nou de Sant Francesc) installierte Grill für Brathähnchen am Spieß, der auch mit einem Gitter verschlossen werden kann. Im Inneren herrscht dank des zahlreich verbauten dunkeln Holzes eine rustikale bis urige Atmosphäre, die durch von der Decke hängende luftgetrocknete Schinken (ca.: pernil), Bleiglasfenster, zahlreiche Dekorationsutensilien und die offene Küche mit Holzkohlegrill noch verstärkt wird. Auf zwei Etagen kann das Etablissement etwa 250 Gäste beherbergen und der Innenraum verfügt sowohl über Theken und ein Flaschenregal aus gedrechseltem Holz als auch im Erdgeschoss im unteren Bereich der Wände über eine etwa einen Meter hohe, umlaufende Keramikvertäfelung.
Das Los Caracoles bietet traditionelle katalanische Küche an, wobei die beiden bekanntesten – und teilweise namensgebenden – Spezialitäten Brathähnchen und Schnecken (sp.: Schnecken als Lebensmittel = caracoles) sind. Sehr populär ist auch die seit 1925 unverändert auf der Speisekarte stehende Bouillabaisse. Dieses Gericht mit Schwarzbrotscheiben, Miesmuscheln und Gambas wurde 1948 vom US-amerikanischen Fotografen Irving Penn abgelichtet, dessen Foto später in der Zeitschrift Vogue erschien.

## Historie
Im Jahr 1835 gründeten Agustí Bofarull und seine Ehefrau in der Carrer Nou de Sant Francesc 3 das etwa 20 Quadratmeter messende Lebensmittelgeschäft Can Bofarull. Sie verkauften zunächst Wein, Speiseöl, Petroleum, Spirituosen und Seife. Im Laufe der Zeit entwickelte sich das Geschäft zu einer Taverne beziehungsweise Bodega, in der Wein auch ausgeschenkt wurde. Nachdem Agustís Cousin Felicià den Betrieb übernommen hatte, stellte er zusätzliche Schemel auf, nutzte Weinfässer als Tische und begann mit dem Servieren erster Speisen begleitend zum Wein: eingelegte Sardinen, Sardellen, Oliven und Austern. Darüber hinaus spezialisierte er sich auf die Zubereitung von Schnecken, die in Kombination mit Soße und Schwarzbrot schon bald zum beliebtesten Hausgericht wurden.
Die Taverne profitierte zu dieser Zeit von ihrer Nähe zum Hafen, in dem der Warenumschlag unter anderem dank des Handels mit der spanischen Kolonie Kuba stark anstieg. Zahlreiche Lieferanten transportierten Baumwolle vom Hafen zu den Fabriken in das Viertel San Pere Mes Alt und nach El Raval. Später waren viele US-amerikanische Marinesoldaten im Hafen stationiert. Den Seeleuten und Hafenarbeitern konnte die Familie Bofarull Schnecken und Wein als günstiges Essen anbieten.
Bis Anfang des 20. Jahrhunderts hatte sich die Taverne derart erfolgreich entwickelt, dass man in das noch heute genutzte, geräumigere Eckhaus umzog. Im Jahr 1915 expandierte man dort zusätzlich auf die zweite Etage und in diesem Jahr gaben die Gäste dem Lokal auch den noch heute genutzten Namen. Zu dieser Zeit der auslaufenden Belle Époque und des beginnenden Ersten Weltkrieges – während dem Spanien Neutralität wahrte – bestand die Kundschaft vorwiegend aus Bohemiens, libertären Journalisten und einigen Ausländern, vor allem deutschen und französischen Seeleuten.
Seit 1934 firmiert Los Caracoles offiziell als Restaurant und nicht mehr als Taverne. Das Lokal wurde durch den Aufkauf eines benachbarten Tabakladens erweitert und an der Straßenecke Carrer dels Escudellers / Carrer Nou de Sant Francesc stellte man eine Plancha auf, um unter freiem Himmel kochen zu können. Allerdings behinderten die zahlreichen Gäste regelmäßig den Straßenverkehr, sodass die städtischen Behörden eine Verlegung der Küche ins Innere anordneten. Als Ersatz kam man auf die Idee des in die Mauer der Hausecke eingelassenen offenen Hähnchengrills, die noch heute existiert. Das Restaurant blieb auch in den Wirren der zusammenbrechenden Zweiten Spanischen Republik und des Bürgerkrieges geöffnet, wurde aber zwischen 1936 und 1939 im Zuge einer anarchistischen Sozialrevolution zwangskollektiviert, wobei man der Familie Bofarull gestattete, Haus und Restaurant als Verwalter weiterzuführen. Während des Bürgerkriegs und der Bombardierungen Barcelonas musste die Familie dann 1937 eine Geldstrafe entrichten, weil sie den Verdunkelungsbefehlen nur unzureichend nachgekommen war.
Das Restaurant Los Caracoles wird noch immer von der Gründerfamilie geführt, mittlerweile (Stand: Mai 2023) in der fünften Generation.

## Berühmte Gäste
Ab den 1930er Jahren übernahmen die Brüder Antoni († 1973) und Ramón Bofarull i Ferrer († 1995) verantwortungsvolle Aufgaben im Restaurant und nach dem Tod ihres Vaters 1952 auch die Leitung. Während Ramón dabei als Küchenchef agierte, zeichnete Antoni für die Öffentlichkeitsarbeit und Außendarstellung verantwortlich. Er war darüber hinaus ein Kenner des Belcanto, trat als Nebendarsteller in rund 30 Spielfilmen auf und wirkte als Produzent an den Filmen Hay un camino a la derecha (1952) mit dem jungen Francisco Rabal sowie Los ases buscan la paz (1955) über den Fußballspieler László Kubala mit. Antoni Bofarulls weitspannende Kontakte zogen regelmäßig berühmte Persönlichkeiten in sein Restaurant – nicht nur aus dem Showgeschäft, sondern auch aus der Politik, dem Sport und der Kunst. Anzumerken ist allerdings, dass diese Besuche zwar unter seiner Ägide neue Höhepunkte erreichten, das Restaurant aber durchaus auch schon in den vorherigen Jahrzehnten beliebter Treffpunkt für Mitglieder dieser Milieus war.
Zu den zahlreichen prominenten Gästen, die im Laufe seines annähernd 200-jährigen Bestehens im traditionsreichen Restaurant Los Caracoles speisten, zählen unter anderen die US-amerikanischen Präsidenten Richard Nixon und Jimmy Carter, der französische Staatspräsident Jacques Chirac, der Kalif des Protektorats Spanisch-Marokko Muley el Hassán ben el Mehdi, der spanische Kronprinz Felipe, der Bürgermeister von Barcelona Pasqual Maragall, die Modedesigner Christian Dior und Giorgio Armani, der Fußballspieler Ronald de Boer, die Tänzerinnen Josephine Baker, Carmen Amaya und La Chunga, der Fotograf Irving Penn, der Richter am Ständigen Internationalen Gerichtshof Rafael Altamira, der Torero Luis Miguel Dominguín, die Unternehmerin und Mäzenin Helena Rubinstein, die Schauspieler Gary Cooper, John Wayne, Errol Flynn, Robert Taylor, Burt Lancaster, Ernest Borgnine, Ava Gardner, Charlton Heston, Peter Sellers, Alain Delon, Robert De Niro, Catherine Deneuve und Gérard Depardieu, die Musiker, Komponisten und Sänger José Ferrer, Francisco Tárrega, María Barrientos, Tito Schipa, Toti dal Monte, Sacha Distel, Montserrat Caballé, Luciano Pavarotti, Julio Iglesias, Eric Clapton, Mark Knopfler, Lenny Kravitz und Zoë Kravitz, die bildenden Künstler Ramon Casas i Carbó, Pablo Picasso, Joan Miró und Salvador Dalí, die Schriftsteller Àngel Guimerà, Gabriel García Márquez und Mario Vargas Llosa, die Schauspieler und Sänger Bing Crosby und Charles Aznavour, der Komponist und Schriftsteller Amadeu Vives i Roig sowie der Maler, Schriftsteller, Journalist und Theaterautor Santiago Rusiñol.